# Тримамиум
Тримамиум (Trimammium, Τριμάμμιον / Τριμάνιον) е античен римски кастел, разположен в местността Стълпище (Дикилиташ) северозападно от днешното село Мечка (Русенска област). 

## Свидетелства и извори
Укреплението се споменава най-рано от Клавдий Птоломей през ІІ век в съчинението му Geographia III, където е записано като град (πόλεις) в римската провинция Долна Мизия, разположен по поречието на река Дунав. Различни археологически данни от околността се приемат като индикация, че е съществувало по-старо тракийско селище с високо икономическо и стратегическо значение.
Според тълкуването на топонима, предложено от Веселин Бешевлиев, той има латински произход и се състои от компонентите tri (три) и mamma (бозка), както биха могли да бъдат наречени три съседни хълма.
Тримамиум e пътна станция на Дунавския път е маркиран на два римски маршрута, известни днес – Tabula Peutingeriana и Itinerarium Antonini Augusti, които се отнасят към 260-270 г.сл.н.е. Селището се появява в Notitia Dignitatum като военен лагер на пехотно подразделение около 378 г.
Идентифицирана е малка скална църква, изсечена в долния сектор на скалното образувание по десния бряг на река Ореше, най-вероятно свързана с българското средновековие.
По време на руско-турската война от 1877-1878 г. османците приспособяват мястото за защита, което води до значително унищожаване на археологическия субстрат. Локализацията на Тримамиум се извършва от Шкорпил и Ванков през 1905 г.